# College of the Holy Cross
Il College of the Holy Cross è un college statunitense privato con sede a Worcester, nel Massachusetts.

## Storia
Il college fu fondato nel 1843, durante la presidenza di John Tyler, da Joseph Fenwick. Dal momento in cui Joseph Fenwick, secondo Vescovo di Boston e membro della Compagnia di Gesù, iniziò il suo incarico, desiderava creare un college cattolico nella sua diocesi del New England.
La regione stava vedendo un grande afflusso di cattolici in cerca di fuga dalle persecuzioni religiose e dalla fame, oltre a cercare opportunità economiche. Fenwick riconobbe la necessità di educare questa crescente popolazione e formare sacerdoti per le nuove parrocchie.
Il College of the Holy Cross è il più vecchio istituto gesuita nel New England, ed è uno dei 131 college che aderirono al V-12 Navy College Training Program, un programma di addestramento militare svolto a metà anni quaranta, in concomitanza con la seconda guerra mondiale.
Il college è situato a Worcester e questa scelta si rivelò vantaggiosa. Nel 1836, padre James Fitton iniziò un'accademia per ragazzi su 52 acri di terreno acquistati da lui. Tuttavia, le responsabilità pastorali di padre Fitton gli impedirono di gestire la scuola, quindi cedette la proprietà a Fenwick. Il college prese il nome dalla cattedrale del Santo Crocifisso.
Il progetto fu affidato a padre Thomas F. Mulledy, anche lui ex presidente di Georgetown e gesuita. La prima pietra fu posata nel 1843 e le prime lezioni ebbero luogo nel 1843 con solamente 6 studenti. Nel 1849 si tenne la prima cerimonia di consegna dei diplomi. In tre anni, gli iscritti aumentarono a 100 studenti.
Nonostante le risorse finanziarie limitate, il college cresceva fino a quando un incendio catastrofico nel 1852 rischiò di distruggerlo. Grazie all'insistenza di John B. Fitzpatrick, successore di Fenwick, e agli sforzi instancabili di padre Anthony F. Ciampi, il college fu ricostruito e riaperto nel 1853. La richiesta di una charta per il college venne respinta nel 1847, ma fu finalmente concessa nel 1865.
Oggi, il College of the Holy Cross ha circa 3 100 studenti provenienti da tutto il mondo e offre una vasta gamma di programmi accademici. La fede cattolica gioca un ruolo significativo sia nella ricerca che nella vita quotidiana del college. Gli studenti sono incoraggiati a misurare il loro successo personale in base a quanto hanno fatto per aiutare gli altri, specialmente i meno fortunati.
Nonostante le dimensioni relativamente ridotte, il college è ben attrezzato e dotato di un corpo docente numeroso e di una considerevole dotazione finanziaria.

## Sport
I Crusaders, che fanno parte della NCAA Division I, sono affiliati alla Patriot League. La pallacanestro, il football americano, il baseball e l'hockey su ghiaccio sono gli sport principali, le partite interne vengono giocate al Fitton Field e indoor all'Hart Center.

### Pallacanestro
Holy Cross è stato uno dei college più rappresentativi nella pallacanestro, conta 12 apparizioni nella post-season, ha raggiunto le Final Four in due occasioni e nel 1947 ha conquistato il titolo nazionale sconfiggendo in finale gli Oklahoma Sooners, l'edizione successiva ha visto i Crusaders perdere in semifinale contro Kentucky.